# Keighley (circonscription du Parlement britannique)

Keighley dans le West Yorkshire.

La circonscription de Keighley est une circonscription anglaise située dans le West Yorkshire et représentée à la Chambre des communes du Parlement britannique.